# 1834 en Bretagne
 Chronologie de la Bretagne
- 1830
- 1831
- 1832
- 1833
- 1834
- 1835
- 1836
- 1837
- 1838

Cette page recense des événements qui se sont produits durant l'année 1834 en Bretagne.

## Société

### Éducation
- 10 octobre : Joseph Arthur de Gobineau est exclu du collège de Lorient pour indiscipline. M. du Couédic, ami de la famille, intervient en vain auprès du principal. Gobineau rentre chez son père et prépare le concours de Saint-Cyr ; il ne le réussit pas[1].

### Naissance

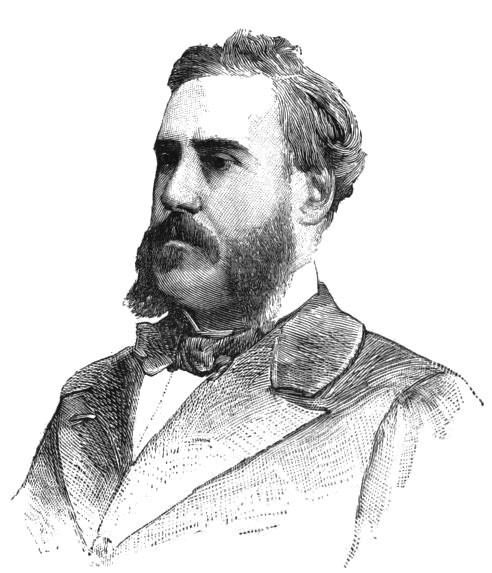
Delobeau, Louis Arthur

- 2 septembre à Brest : Louis Arthur Delobeau, mort le 22 mai 1912 à Paris, homme politique et juriste français, sénateur-maire de Brest. Il a été fait chevalier de la Légion d’honneur et commandeur de l’ordre de Saint-Stanislas de Russie.